# Sonet 66 (William Szekspir)

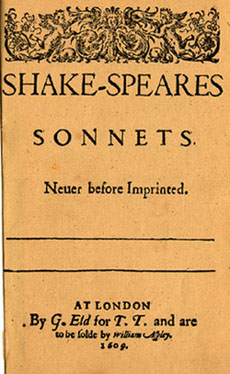
Strona tytułowa pierwszego wydania sonetów Shakespeare’a

Sonet 66 (Dość tego mając, wołam o śmierć cichą) – jeden z cyklu sonetów autorstwa Williama Shakespeare’a. Po raz pierwszy został opublikowany w 1609 roku.

## Treść
W sonecie tym podmiot liryczny, który przez niektórych badaczy jest utożsamiany z autorem, poddaje krytyce trzy rzeczy: niesprawiedliwość społeczną, niedoskonałość władzy i brak moralności w społeczeństwie.
W ostatniej strofie tenże stwierdza, że jedyną rzeczą, która trzyma go przy życiu, jest miłość do tajemniczego młodzieńca.